# Nephropsia tuberipennis
Nephropsia tuberipennis är en insektsart som först beskrevs av Étienne Mulsant och Claudius Rey 1855.  Nephropsia tuberipennis ingår i släktet Nephropsia och familjen sporrstritar. Inga underarter finns listade i Catalogue of Life.